# Aptato di Metz
Aptato di Metz (fl. VIII secolo) è stato un vescovo franco.
Vissuto nell'VIII secolo, è stato il trentaquattresimo vescovo di Metz, venerato come santo dalla Chiesa cattolica. 

## Biografia
Non vi sono testimonianze circa la sua vita. Pare che sia stato vescovo fra il 707 e il 705 circa, che i suoi resti fossero conservati in San Sinforiano, e che la sua festa fosse fissata il 21 gennaio.